# 葵新伍
葵 新伍（あおい しんご）は、『キャプテン翼』に登場する架空のサッカー選手である。血液型はA型。

## 人物

### プロフィール
ポジションはMF。岐阜県出身。年は翼よりひとつ下。番外編の主人公として登場。小・中学時代は才能はあったものの監督の確執からの戦術と合わずに不遇の時代を過ごした。中学2年の春に「東海地区サッカーフェスティバル全国大会優勝チーム来たる！」で南葛中と練習試合で対戦、0対11の大差で敗退した。その際先輩たちが勝利に執着していなかったため、サッカーから身を引こうとしたが、翼から「いい動きしてた」と誉められ、「サッカー好きならあきらめるな」という言葉からサッカーから身を引かず続けていた。このとき大空翼と直接対決して以降、翼からは「中原中の12番」として覚えられている。翼がブラジルに行く際には、ただひとり空港で翼を見送り、翼からアメリカ・フランス・日本の硬貨をもらい、それをお守りにするほど翼を尊敬している。
小柄ながらも、スピードと豊富なスタミナを武器に、フィールドを縦横無尽に駆け巡る中盤のダイナモ。また得点能力も高く、ワールドユース編では翼、日向に次ぐ得点を上げた。故意ではないが反則も多く、累積警告で出場停止になった事もある。明るく無邪気な性格から「Principe‐del‐Sole」（プリンチペ・デル・ソーレ＝イタリア語で太陽王子）と呼ばれる。ルート・グーリット直伝の「直角フェイント」で相手を抜いていく。
イタリアで知り合った元指名手配犯の靴磨き職人パウロが出所後、葵の私設応援団を作り、応援団長として大家のおばさんや公園の子供らと葵を応援している。但しアニメ版では大家が応援団長を取ってしまったのでパウロは副応援団長。
自分の名前をもじった「青い信号は止まらない!」が決まり文句。 特技はリフティング。情に厚い上に涙もろく、ゴールや優勝を決めたときに嬉しさのあまり泣き出す一面も見せる。
主に使用する背番号は20番。モデルは同じく中盤のダイナモと呼ばれた北澤豪。
Jリーグ20周年記念時にオリジナル10のチームで描き下ろした際には、若島津健が横浜フリューゲルスの選手として描かれたため、空きとなった名古屋グランパスエイトには岐阜に近いという理由で葵が代打として描かれた。
2018年9月1日、FC岐阜にドリームプレイヤーとして加入することが発表された。

### 経歴
中原FC - 中原中学校 - イタリア・インテル - イタリア・FCアルベーゼ（レンタル移籍） - イタリア・インテル

#### ワールドユース編
中学卒業後はイタリアにて海外修行をしている。その時に難色を示す両親だが、姉の由紀子の後押しもあって、イタリア在住の祖父・新之助の「親友がチームオーナーなので来い」といった発言を頼ってイタリア・ミラノに行くが、新之助はすでに亡くなっており、縁故も途切れイタリア語もたどたどしい彼は、金を騙し取られるなど苦労した。その後、日銭を稼ぐために身に付けた靴磨きがきっかけでインテルの用具係カリメロに登用され用具係見習いとして働く。アニメでは道具の大切さを諭される。ある日そのカリメロの計らいで紅白戦に飛び入り参加し、単独でジノ・ヘルナンデスからゴールを奪う大金星を上げ、インテルの下部組織に正式に入団、経験を重ねてゆく。その際、カリメロからキスされる。此の頃祖父の親友であったチームオーナーと面会し、祖父のホラ話と諦めていたことが真実だったと知る。大空翼という共通点からジノとはすぐに打ち解けたが、日本人であるが故に他のチームメイトからはリンチを受けるなど非難の視線を受ける。だがその逆境をも見事跳ね除けてチームメイトにも仲間として受け入れられるようになる。
その際、後の全日本ユース監督である賀茂港に見出され、全日本ユースに招聘されるも、全く無名であったためセキュリティに止められる等そこではチームの中心選手として活躍し、全日本ユースの世界ユース選手権での優勝に貢献した。

#### EN LA LIGA
インテルでは外国人枠の問題でトップチームには上がれず、移籍先のチームも決まらなかったため下部組織に用具係見習いとして残りオファーを待っていた。セリエC1のFCアルベーゼからプロ契約の声がかかり、移籍。これについて、片桐は日向と共に「出番のないトップチームで何もしないよりもよりも下部チームで試合出場し、武者修行に出て正解」と評している。
赤井、日向と違い恋人が居ないので、赤井から日向の通訳である内海との交際を提案されている。

## 戦歴
- 小学5年生
  - 全日本少年サッカー大会予選リーグ敗退
- 17歳-18歳
  - ワールドユース選手権優勝
- 20歳-21歳
  - マドリッドオリンピック出場

## 得意技

### 原作に登場する技
ロヴェッシャータ
イタリア語で「オーバーヘッドキック」のこと。主にイタリアでプレイするため、自他共にこの名称で呼ばれることが多い。
富士山大爆発
ボールを真上に蹴り出し、後ろに落ちてくるボールを自らトラップする技。タイ戦で4人に囲まれながらも後ろから抜けてそのまま抜き去った。
直角フェイント
葵の代名詞とも言うべき技で、相手の目の前で直角に曲がって抜き去るドリブル技。
ワールドユース決勝戦のクライマックスでは、直進を0度フェイントと称し、また30度、80度、100度に変化させた奇跡のプレイングを見せた。
直角竜巻（ちょっかくトルネード）フェイント
体を回転させながら直角フェイントを繰り出す技。火野のトルネードシュートを参考にして編み出した。
空中直角パス
空中でボレーシュートを打つと見せかけて、直角方向にパスを送る技。
顔面ブロック
相手のシュートを顔面で受け止める技。元々は石崎の技である。サウジアラビア戦でバルカンの近距離シュートをゴール前ギリギリで抑えた。
ツープラトンロングシュート
タイ戦で披露した翼とのツインシュートに名称がついたもの。ブンナークに勝負を挑んだ翼が反則覚悟のディフェンスで止められることを考えてジャンピングボレーシュートに踏み切ったが、翼がそのディフェンスをかわしオーバーヘッドキックに持ち込んだときと偶然にもタイミングが合ったことからこのシュートが生まれた。
チョコマカディフェンス
相手の目の前で無数の残像を残して障壁を作ってドリブルを阻止する技で、レヴィンのオーロラカーテンと同じ技。

### ゲームに登場する技

#### バンダイ版
新幹線シュート
SFC版/PS版「J」に登場する必殺シュート。
富士山タックル
PS版「J」に登場する必殺タックル。
ドライビングシュート
PS版「J」に登場する必殺シュート。
ソニックシュート
Switch / PS4版「RISE OF NEW CHAMPIONS」に登場。名前の通り豪速球のシュート。
リフティングサーカス
Switch / PS4版「RISE OF NEW CHAMPIONS」に登場。持ち前のリフティングから豪快な直線状のシュートを放つ。
オーバーヘッドリフト
Switch / PS4版「RISE OF NEW CHAMPIONS」に登場。相手の目の前でボールをけり上げ、オーバーヘッドの要領で頭上からかわすドリブル技

#### KLab版
リフティングドリブル
持ち前のリフティング技術をドリブルに応用した技。
大三角形パス
持ち前の俊足を生かした翼との長距離のワンツー。タイ戦で披露したもの。
全日本黄金トリオ
翼・岬・葵によるパス回し。

## 担当声優
- 菊池正美 - テレビアニメ第2作『J』
- 森久保祥太郎 - テレビアニメ第3作
- 村瀬歩 - 『たたかえドリームチーム』
- 逢坂良太 - 『キャプテン翼ZERO』